# آن یکی
آن یکی یا یگانه (به تلگو: Aa Okkadu) فیلمی هندی محصول سال ۲۰۰۹ و به کارگردانی ان. اس مورتی است. در این فیلم بازیگرانی همچون سورش گوپی، اجی، مدهوریما و نثار ایفای نقش کرده‌اند.